# Estrada nacional 16 (Suécia)
A antiga Estrada nacional 16  (em sueco: Riksväg 16 ou Rv 16) foi uma pequena estrada nacional sueca com uma extensão de 23 km.
Localizada em plena Escânia, ligava a pequena localidade de Flädie à localidade maior de Dalby, fazer assim a ligação entre a cidade de Lund e a estrada europeia E6.

Depois do aparecimento da estrada europeia E16, a antiga estrada nacional Rv16 passou a ser designada estrada regional 102. 